# Indiana University Bloomington Women's Volleyball
La Indiana University Bloomington Women's Volleyball è la squadra di pallavolo femminile appartenente alla Indiana University Bloomington, con sede a Bloomington (Indiana): milita nella Big Ten Conference della NCAA Division I.

## Storia
La squadra di pallavolo femminile della Indiana University Bloomington viene fondato nel 1975, partecipando all'AIAW Division I. Nel 1981 si affilia alla Big Ten Conference, impegnata nella neonata NCAA Division I, centrando qualche sporadica qualificazione alla post-season, dove si spinge fino alle Sweet Sixteen nel 2010.

## Record
| Piazzamento |   | Edizione                    |
| ----------- | - | --------------------------- |
| Tornei NCAA | 7 | Sweet Sixteen: 1 2010       |
| Tornei NCAA | 7 | Secondo turno: 2 1998, 1999 |
| Tornei NCAA | 7 | Primo turno: 2 1995, 2002   |

## Conference
- Big Ten Conference: 1981-

## All-America

### First Team
- Ashley Benson (2010)

### Third Team
- Ashley Benson (2009)

## Allenatori
- Ann Lawver: 1975-1982
- Doug West: 1983-1986
- Tom Shoji: 1987-1992
- Katie Weismiller: 1993-2006
- Sherry Dunbar: 2007-2017
- Steve Aird: 2018-